# هيو م. كلارك
كان هيو ماسي كلارك (21 يناير 1886 - 21 يناير 1956)، من مدينة نيويورك، باحثًا وناشرًا بارزًا في مجال جمع الطوابع. وكان متزوجًا من تيريزا ماريا كلارك.

## أدب هواة جمع الطوابع
انضم هيو كلارك إلى شركة سكوت للطوابع والعملات عام 1912، وشغل مناصب مختلفة فيها، بما في ذلك تعيينه مديرًا لها عام 1914. كما عملت تيريزا ماريا كلارك (ني شيدمانتيل) محررةً في الشركة، وتزوجا في النهاية. في عام 1935، شارك هو وزوجته تيريزا في تحرير دليل سكوت القياسي للطوابع البريدية.
في عام 1938، اشترى هيو وتيريزا الشركة، وباعا قسم مبيعات الطوابع والعملات بالتجزئة، وأطلقا عليها اسم "منشورات سكوت". استمر كلاهما في العمل في سكوت حتى باعا الشركة أخيرًا إلى جوردون ر. هارمر عام 1946.

## النشاط الطوابعي
كان هيو كلارك ناشطًا في الترويج لجمع الطوابع عبر مختلف وسائل الإعلام، بما في ذلك الإذاعة والصحف والإعلانات، وإعارة الإطارات لهواة جمع الطوابع لاستخدامها في معارض الطوابع البريدية.
كان كلارك ناشطًا في دعم أو تأسيس عدد من منظمات هواة جمع الطوابع. ترأس الجمعية الأمريكية لتجار الطوابع لسنوات، وكان نشيطًا جدًا في دعم معارض الطوابع بالتعاون مع جمعية معارض الطوابع، وكان عضوًا مؤسسًا في مؤسسة هواة جمع الطوابع.

## التكريم
في عام 1947، وقع هيو كلارك على قائمة هواة جمع الطوابع المتميزين، ورشح اسمهُ لقاعة مشاهير جمعية هواة جمع الطوابع الأمريكية في عام 1957.

## الإرث
عندما باع آل كلاركس دار نشر سكوت، تبرعوا بمجموعتها المرجعية الشهيرة، والتي أنشأها في الأصل جون نيكولاس لوف، إلى مؤسسة الطوابع.